# Jardín Botánico de la Universidad de Rostock

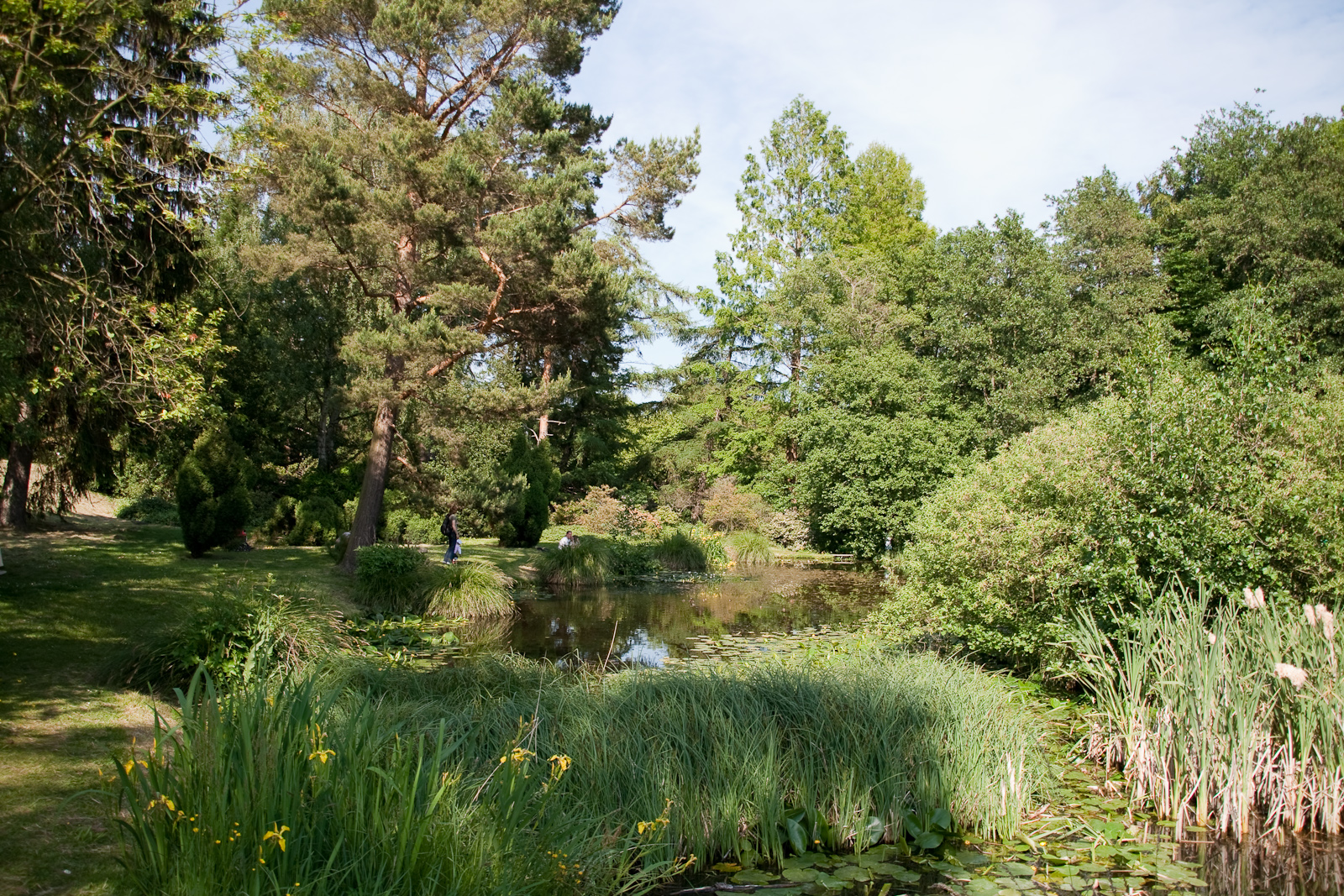
Jardín Botánico de la Universidad de Rostock.

El Jardín Botánico de la Universidad de Rostock en alemán : Botanischer Garten Universität Rostock también conocido como Botanischer Garten Rostock, es un jardín botánico y arboreto de 7.8 hectáreas de extensión, que está administrado por la Universidad de Rostock. Su código de reconocimiento internacional como institución botánica así como las siglas de su herbario es ROST.

## Localización
Está ubicado adyacente a los campos de deportes de la universidad, a lo largo de la alameda "Hans-Sachs Allee", Rostock, Mecklenburg-Vorpommern, Germany, 
Botanischer Garten Universität Rostock, Hamburger Str. 28, 
Rostock 18051 Deutschland-Alemania.54°5′26.6″N 12°5′35.09″E / 54.090722, 12.0930806
- Promedio anual de lluvias: 575 mm
- Altitud: 15.00 metros
- Área total bajo cristal: 400 metros

Se encuentra abierto a diario, excepto los lunes, en los meses cálidos del año.

## Historia
La universidad de Rostock ha mantenido un jardín botánico continuamente desde 1885. 
Su localización original estaba en Doberaner Straße, pero como la extensión era pequeña, el sitio actual, fue desarrollado entre 1935 y 1939. 
En el 2009 fue abierta una nueva casa tropical, nombrada en honor de botánico Loki Schmidt.

## Colecciones
Actualmente el jardín botánico cultiva unas 10,000 plantas con unos 5,000 taxones. 

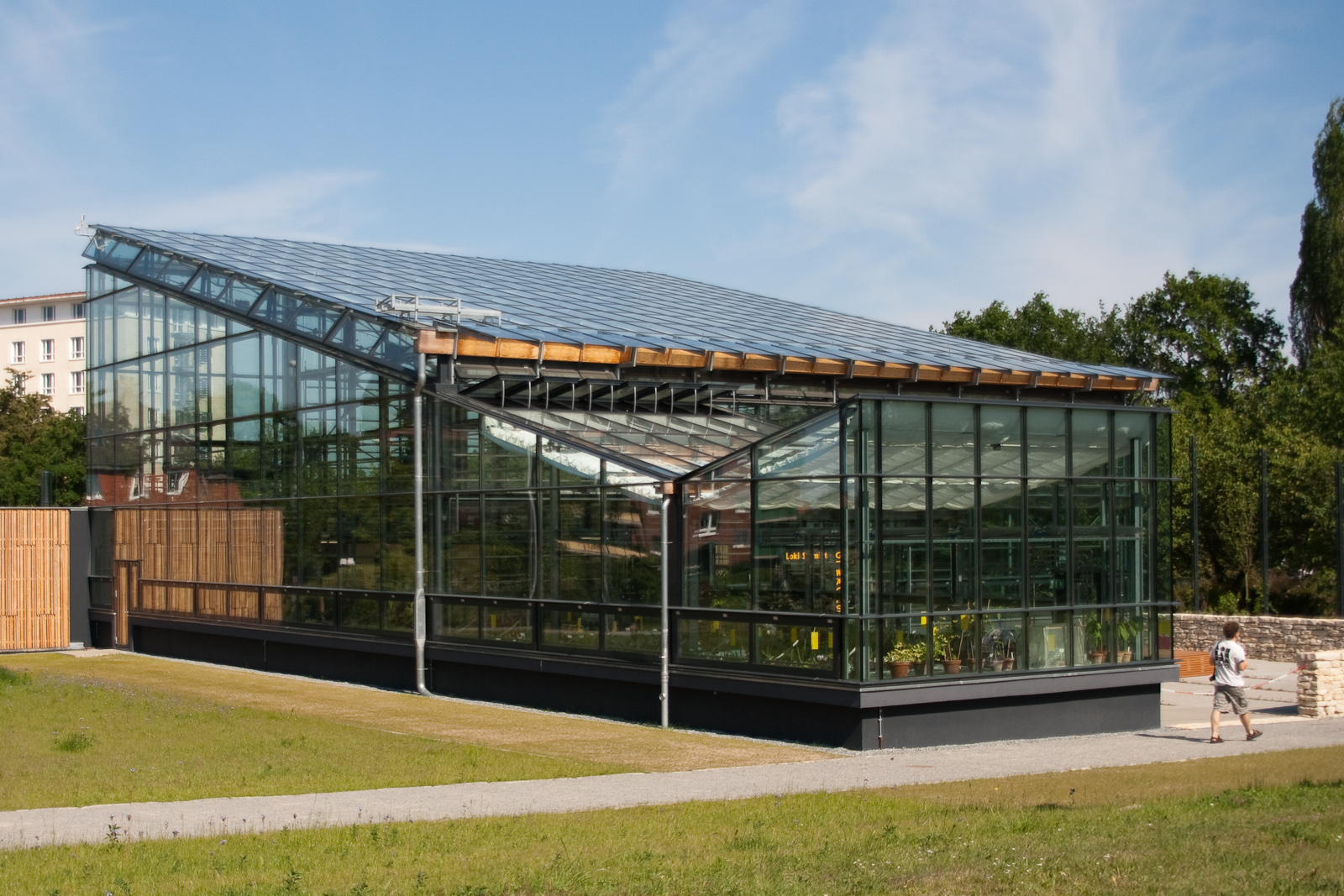
Invernadero "Loki Schmidt" en el Botanischer Garten Universität Rostock.

Sus colecciones se exhiben al público en las siguientes secciones, 
- Alpinum,
- Arboreto,
- Hábitat de dunas,
- Hábitat de bosque,
- Plantas medicinales y aromáticas,
- Humedal y estanque,
- Jardín sistemático (con unas 340 especies en 48 lechos de cultivo, cada uno de 8 m²), * Verduras y plantas ornamentales.
- Invernaderos que albergan plantas acuáticas, de cosechas, helechos, orquídeas, y suculentas, tanto tropicales como  subtropicales.

El herbario del jardín contiene unos 80,000 especímenes representando unas 20,000 familias. Su núcleo central lo compone la colección reunida por el Prof. Johannes A.C. Roeper (1801-1885) entre 1836-1882 e incluye colecciones pertenecientes a  Heinrich Gustav Flörke (1764–1835), Adelbert von Chamisso (1781–1838), y Ferdinand von Mueller (1825-1896).